# Skals Håndarbejdsskole
Skals Håndarbejdsskole i Skals blev oprettet i 1959 som privat håndarbejdsskole af den dengang 33-årige Gunnild Gaardsdal (født 9. september 1926 i Torrild Sogn, død 15. marts 2015 i Aarhus). Hun ejede og drev den til 1993, hvor den blev en selvejende institution.
Skolen blev bygget i 1868 som Skals Højskole og var i en årrække håndværkerskole. Den ældste del af de nuværende bygninger er fra 1915. Som håndarbejdsskole har den 3 meget store faglokaler til syning, vævning og broderi. På skolen arbejdes der med de klassiske håndarbejdsteknikker, håndværk, design og kreativitet.
Håndarbejdsskolen er en kostskole, hvor 55 elever kan bo, men man kan også komme som dagselev. Skolen har en stor kort-kursus virksomhed på stedet med interne og eksterne undervisere, relevante foredrag og ture. De korte kurser og seminarer søges både af ivrige amatører og kunsthåndværkere eller kunstnere, der er på et højt fagligt niveau. Kurserne bruges desuden af lærere fra andre håndarbejdsskoler for udvidelse af faglige kompetencer.
Skals Håndarbejdsskole udgiver hvert år en kalender med opskrifter. Indholdet er strik, hækling, broderi, filtning og vævning. Opskrifterne er lavet af lærere, elever, gæstelærere og tidligere elever.